# Walter Vidarte

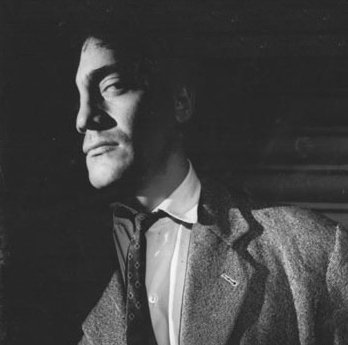
Walter Vidarte (1961)

Walter Vidarte (* 18. Juli 1931 in Montevideo; † 29. Oktober 2011 in Madrid, Spanien) war ein uruguayischer Schauspieler.

## Leben
Vidarte studierte an der Escuela de Arte Dramático in Montevideo. Im Jahr 1958 zog er nach Argentinien und übersiedelte 1973, während sowohl in Argentinien als auch in seinem Geburtsland diktatorische Regime die politische Macht übernahmen, nach Spanien. Vidarte war Mitglied der Comedia Nacional Uruguaya und wirkte in zahlreichen Theaterstücken und Filmen in seiner Heimat Uruguay mit. Dies setzte sich ebenso in Argentinien und Spanien fort.
Im Theater spielte er unter anderem in den Valle Inclán-Stücken Martes de Carnaval und Luces de bohemia. In ersterem trat er 1995 unter der Regie von Mario Gas auf, im zweitgenannten war 1997 bis 1998 José Tamayo sein Regisseur. Auch gab er beispielsweise im Jahr 2000 Zorillas El Tenorio und 2004 Shakespeares Hamlet. Für letztgenannte Rolle erhielt er den Premio Ercilla als bester Schauspieler. Im Jahr 2003 hatte er eine Rolle in der durch Francisco Nieva umgesetzten Adaption von Jan Potockis El manuscrito encontrado en Zaragoza inne.
Vidarte war beginnend ab der zweiten Hälfte der 1970er-Jahre in zahlreichen spanischen Fernsehserien zu sehen. Zu den Spielfilmen, in denen er darüber hinaus besetzt wurde, gehörten zum Beispiel Der Waffenstillstand von Sergio Renán, Las truchas von José Luis García Sánchez, El placer de matar von Félix Rotaeta und El pianista von Mario Gas. Sein letztes großes Projekt war 2006 das Mitwirken in dem Film Die Nacht der Sonnenblumen. Er verstarb im Alter von 80 Jahren im Krankenhaus der Clínica de la Concepción in Madrid.

## Filmografie (Auswahl)
- 1974: Der Waffenstillstand (La tregua)
- 1977: La Gioconda está triste (Fernsehspiel von José Luis Garci und Antonio Mercero, dt. 1979 als Das verlorene Lächeln gesendet)[2]
- 1978: Las truchas
- 1978: Curro Jiménez (TV-Serie)
- 1980: Cervantes (TV-Serie)
- 1983: Crónica del alba (TV-Serie)
- 1984: Akelarre
- 1986: Tristeza de amor (TV-Serie)
- 1987: El placer de matar
- 1990: La huella del crimen (TV-Serie)
- 1990: La taberna fantástica
- 1993: ¡Dispara!
- 1993: Mein Seelenbruder (Mi hermano del alma)
- 1995: Turno de oficio II (TV-Serie)
- 1995: Antártida
- 1998: El pianista
- 1999: Pepe Calvalho (TV-Serie)
- 2003: Cuéntame lo que pasó (TV-Serie)
- 2006: Die Nacht der Sonnenblumen (La noche de los girasoles)